# جون هنت (مجدف)
جون هنت (بالإنجليزية: John Hunt)‏ هو مجدف أسترالي، ولد في 27 فبراير 1935 في أستراليا الغربية في أستراليا.

## وصلات خارجية
- جون هنت على موقع الاتحاد الدولي للتجديف (الإنجليزية)
- جون هنت على موقع أوليمبيديا (الإنجليزية)